# King & Queen of the Ring (2024)
King & Queen of the Ring est un Premium Live Event de catch (lutte professionnelle) produit par la World Wrestling Entertainment, une fédération de catch américaine qui est télédiffusée et visible en paiement à la séance et sur le WWE Network. L'événement a lieu le 25 mai 2024 au Jeddah Super Dome à Djeddah, en Arabie saoudite. Il s'agit de sa première édition.

## Contexte
Les spectacles de la World Wrestling Entertainment (WWE) sont constitués de matchs aux résultats prédéterminés par les scénaristes de la WWE. Ces rencontres sont justifiées par des storylines – une rivalité avec un catcheur, la plupart du temps – ou par des qualifications survenues dans les shows de la WWE telles que Raw, SmackDown. Tous les catcheurs possèdent une gimmick, c'est-à-dire qu'ils incarnent un personnage gentil (Face) ou méchant (Heel), qui évolue au fil des rencontres. Un événement comme King & Queen of the Ring est donc un événement tournant pour les différentes storylines en cours,.

### Cody Rhodes (c) contre Logan Paul
Le 4 mai à Backlash, Cody Rhodes a conservé son titre incontesté de la WWE en battant AJ Styles. Six soirs plus tard à SmackDown, Nick Aldis, le GM du show bleu, lui présente son prochain challenger pour sa ceinture: le champion des États-Unis, Logan Paul. La semaine suivante à SmackDown, l'influenceur le plus connu au monde refuse de mettre sa ceinture en jeu, puis présente un nouveau contrat dans lequel c'est son adversaire qui doit uniquement remettre la sienne en jeu, ce que les deux parties acceptent et signent officiellement.

### Sami Zayn (c) contre Chad Gable contre "Big" Bronson Reed
Le 6 avril à WrestleMania XL, Sami Zayn redevient champion Intercontinental, pour la quatrième fois, en battant Gunther et met fin au règne le plus long de l'histoire de la ceinture. Neuf soirs plus tard à Raw, il conserve son titre en battant Chad Gable. Après le combat, malgré une célébration émouvante, son adversaire effectue un Heel Turn, car ce dernier l'attaque par derrière et lui porte un Ankle Lock.

## Tableau des matchs
| Ordre par numéros | Résultat                                                                           | Stipulation(s) | Temps |
| --- | ---------------------------------------------------------------------------------- | --- | ----- |
| 1P | Jade Cargill et Bianca Belair (c) battent The Way (Candice LeRae et Indi Hartwell) | Tag Team match pour les WWE Women's Tag Team Championship                                                                                          | 8:05  |
| 2 | Liv Morgan bat Becky Lynch (c)                                                     | Match simple pour le WWE Women's World Championship                                                                                                | 16:25 |
| 3 | Sami Zayn (c) bat Chad Gable (avec Otis) et Bronson Reed                           | Triple Threat match pour le WWE Intercontinental Championship                                                                                      | 13:40 |
| 4 | Nia Jax bat Lyra Valkyria                                                          | Match simple - Finale du tournoi La gagnante deviendra Queen of the Ring et deviendra aspirante no 1 à un championnat féminin majeur à SummerSlam. | 9:40  |
| 5 | Gunther bat Randy Orton                                                            | Match simple - Finale du tournoi Le gagnant deviendra King of the Ring et deviendra aspirant no 1 à un championnat masculin majeur à SummerSlam.   | 21:50 |
| 6 | Cody Rhodes (c) bat Logan Paul                                                     | Match simple pour l'Undisputed WWE Championship | 24:20 |
| La lettre C placée entre parenthèses désigne la personne ou l’équipe championne en titre. P – indique que le match a eu lieu lors du pré-show |                                                                                    | |       |

## Déroulement des tournois
| Détails      | Détails                        |
| ------------ | ------------------------------ |
| Bouton rouge | Lutteur/Lutteuse de Raw.       |
| Bouton bleu  | Lutteur/Lutteuse de SmackDown. |

### King of the Ring
|  | Huitièmes de finale     | Huitièmes de finale | Huitièmes de finale     | Huitièmes de finale |               |               | Quarts de finale      | Quarts de finale      | Quarts de finale      | Quarts de finale      |  |  | Demi-finales          | Demi-finales          | Demi-finales          | Demi-finales          |  |  | Finale             | Finale             | Finale             | Finale             |
|  |                         |                     |                         |                     |               |               |                       |                       |                       |                       |  |  |                       |                       |                       |                       |  |  |                    |                    |                    |                    |
|  | Hartford, le 6 mai      | Hartford, le 6 mai  | Hartford, le 6 mai      | Hartford, le 6 mai  |               |               | Greenville, le 13 mai | Greenville, le 13 mai | Greenville, le 13 mai | Greenville, le 13 mai |  |  | Greensboro, le 20 mai | Greensboro, le 20 mai | Greensboro, le 20 mai | Greensboro, le 20 mai |  |  | Djeddah, le 25 mai | Djeddah, le 25 mai | Djeddah, le 25 mai | Djeddah, le 25 mai |
|  | Gunther                 | Gunther             | Soum.                   | Soum.               |               |               | Greenville, le 13 mai | Greenville, le 13 mai | Greenville, le 13 mai | Greenville, le 13 mai |  |  | Greensboro, le 20 mai | Greensboro, le 20 mai | Greensboro, le 20 mai | Greensboro, le 20 mai |  |  | Djeddah, le 25 mai | Djeddah, le 25 mai | Djeddah, le 25 mai | Djeddah, le 25 mai |
|  | Gunther                 | Gunther             | Soum.                   | Soum.               |               |               | Greenville, le 13 mai | Greenville, le 13 mai | Greenville, le 13 mai | Greenville, le 13 mai |  |  | Greensboro, le 20 mai | Greensboro, le 20 mai | Greensboro, le 20 mai | Greensboro, le 20 mai |  |  | Djeddah, le 25 mai | Djeddah, le 25 mai | Djeddah, le 25 mai | Djeddah, le 25 mai |
|  | Sheamus                 | Sheamus             | 21:05                   | 21:05               |               |               | Greenville, le 13 mai | Greenville, le 13 mai | Greenville, le 13 mai | Greenville, le 13 mai |  |  | Greensboro, le 20 mai | Greensboro, le 20 mai | Greensboro, le 20 mai | Greensboro, le 20 mai |  |  | Djeddah, le 25 mai | Djeddah, le 25 mai | Djeddah, le 25 mai | Djeddah, le 25 mai |
|  | Sheamus                 | Sheamus             | 21:05                   | 21:05               | Gunther       | Gunther       | Soum.                 | Soum.                 |                       |                       |  |  | Greensboro, le 20 mai | Greensboro, le 20 mai | Greensboro, le 20 mai | Greensboro, le 20 mai |  |  | Djeddah, le 25 mai | Djeddah, le 25 mai | Djeddah, le 25 mai | Djeddah, le 25 mai |
|  | Macon, le 12 mai        |                     |                         |                     | Gunther       | Gunther       | Soum.                 | Soum.                 |                       |                       |  |  | Greensboro, le 20 mai | Greensboro, le 20 mai | Greensboro, le 20 mai | Greensboro, le 20 mai |  |  | Djeddah, le 25 mai | Djeddah, le 25 mai | Djeddah, le 25 mai | Djeddah, le 25 mai |
|  |                         |                     | Kofi Kingston           | Kofi Kingston       | 13:50         | 13:50         |                       |                       |                       |                       |  |  | Greensboro, le 20 mai | Greensboro, le 20 mai | Greensboro, le 20 mai | Greensboro, le 20 mai |  |  | Djeddah, le 25 mai | Djeddah, le 25 mai | Djeddah, le 25 mai | Djeddah, le 25 mai |
|  | Kofi Kingston           | Kofi Kingston       | Kofi Kingston           | Kofi Kingston       | 13:50         | 13:50         | Tombé                 | Tombé                 |                       |                       |  |  | Greensboro, le 20 mai | Greensboro, le 20 mai | Greensboro, le 20 mai | Greensboro, le 20 mai |  |  | Djeddah, le 25 mai | Djeddah, le 25 mai | Djeddah, le 25 mai | Djeddah, le 25 mai |
|  | Kofi Kingston           | Kofi Kingston       | Greenville, le 13 mai   |                     |               |               | Tombé                 | Tombé                 |                       |                       |  |  | Greensboro, le 20 mai | Greensboro, le 20 mai | Greensboro, le 20 mai | Greensboro, le 20 mai |  |  | Djeddah, le 25 mai | Djeddah, le 25 mai | Djeddah, le 25 mai | Djeddah, le 25 mai |
|  | Rey Mysterio            | Rey Mysterio        | NC                      | NC                  |               |               |                       |                       |                       |                       |  |  | Greensboro, le 20 mai | Greensboro, le 20 mai | Greensboro, le 20 mai | Greensboro, le 20 mai |  |  | Djeddah, le 25 mai | Djeddah, le 25 mai | Djeddah, le 25 mai | Djeddah, le 25 mai |
|  | Rey Mysterio            | Rey Mysterio        | NC                      | NC                  | Gunther       | Gunther       | Soum.                 | Soum.                 |                       |                       |  |  |                       |                       |                       |                       |  |  | Djeddah, le 25 mai | Djeddah, le 25 mai | Djeddah, le 25 mai | Djeddah, le 25 mai |
|  | Hartford, le 6 mai      |                     |                         |                     | Gunther       | Gunther       | Soum.                 | Soum.                 |                       |                       |  |  |                       |                       |                       |                       |  |  | Djeddah, le 25 mai | Djeddah, le 25 mai | Djeddah, le 25 mai | Djeddah, le 25 mai |
|  |                         |                     | Jey Uso                 | Jey Uso             | 17:40         | 17:40         |                       |                       |                       |                       |  |  |                       |                       |                       |                       |  |  | Djeddah, le 25 mai | Djeddah, le 25 mai | Djeddah, le 25 mai | Djeddah, le 25 mai |
|  | Ilja Dragunov           | Ilja Dragunov       | Jey Uso                 | Jey Uso             | 17:40         | 17:40         | Tombé                 | Tombé                 |                       |                       |  |  |                       |                       |                       |                       |  |  | Djeddah, le 25 mai | Djeddah, le 25 mai | Djeddah, le 25 mai | Djeddah, le 25 mai |
|  | Ilja Dragunov           | Ilja Dragunov       | Djeddah, le 24 mai      |                     |               |               | Tombé                 | Tombé                 |                       |                       |  |  |                       |                       |                       |                       |  |  | Djeddah, le 25 mai | Djeddah, le 25 mai | Djeddah, le 25 mai | Djeddah, le 25 mai |
|  | Ricochet                | Ricochet            | 13:58                   | 13:58               |               |               |                       |                       |                       |                       |  |  |                       |                       |                       |                       |  |  | Djeddah, le 25 mai | Djeddah, le 25 mai | Djeddah, le 25 mai | Djeddah, le 25 mai |
|  | Ricochet                | Ricochet            | 13:58                   | 13:58               | Ilja Dragunov | Ilja Dragunov | 13:15                 | 13:15                 |                       |                       |  |  |                       |                       |                       |                       |  |  | Djeddah, le 25 mai | Djeddah, le 25 mai | Djeddah, le 25 mai | Djeddah, le 25 mai |
|  | Hartford, le 6 mai      |                     |                         |                     | Ilja Dragunov | Ilja Dragunov | 13:15                 | 13:15                 |                       |                       |  |  |                       |                       |                       |                       |  |  | Djeddah, le 25 mai | Djeddah, le 25 mai | Djeddah, le 25 mai | Djeddah, le 25 mai |
|  |                         |                     | Jey Uso                 | Jey Uso             | Tombé         | Tombé         |                       |                       |                       |                       |  |  |                       |                       |                       |                       |  |  | Djeddah, le 25 mai | Djeddah, le 25 mai | Djeddah, le 25 mai | Djeddah, le 25 mai |
|  | Jey Uso                 | Jey Uso             | Jey Uso                 | Jey Uso             | Tombé         | Tombé         | Tombé                 | Tombé                 |                       |                       |  |  |                       |                       |                       |                       |  |  | Djeddah, le 25 mai | Djeddah, le 25 mai | Djeddah, le 25 mai | Djeddah, le 25 mai |
|  | Jey Uso                 | Jey Uso             | Jacksonville, le 17 mai |                     |               |               | Tombé                 | Tombé                 |                       |                       |  |  |                       |                       |                       |                       |  |  | Djeddah, le 25 mai | Djeddah, le 25 mai | Djeddah, le 25 mai | Djeddah, le 25 mai |
|  | Finn Bálor              | Finn Bálor          | 13:35                   | 13:35               |               |               |                       |                       |                       |                       |  |  |                       |                       |                       |                       |  |  | Djeddah, le 25 mai | Djeddah, le 25 mai | Djeddah, le 25 mai | Djeddah, le 25 mai |
|  | Finn Bálor              | Finn Bálor          | 13:35                   | 13:35               | Gunther       | Gunther       | Tombé                 | Tombé                 |                       |                       |  |  |                       |                       |                       |                       |  |  |                    |                    |                    |                    |
|  | Wilkes-Barre, le 10 mai |                     |                         |                     | Gunther       | Gunther       | Tombé                 | Tombé                 |                       |                       |  |  |                       |                       |                       |                       |  |  |                    |                    |                    |                    |
|  |                         |                     | Randy Orton             | Randy Orton         | 21:50         | 21:50         |                       |                       |                       |                       |  |  |                       |                       |                       |                       |  |  |                    |                    |                    |                    |
|  | Randy Orton             | Randy Orton         | Randy Orton             | Randy Orton         | 21:50         | 21:50         | Tombé                 | Tombé                 |                       |                       |  |  |                       |                       |                       |                       |  |  |                    |                    |                    |                    |
|  | Randy Orton             | Randy Orton         |                         |                     |               |               |                       | Tombé                 |                       |                       |  |  |                       |                       |                       |                       |  |  |                    |                    |                    |                    |
|  | AJ Styles               | AJ Styles           | 17:14                   | 17:14               |               |               |                       |                       |                       |                       |  |  |                       |                       |                       |                       |  |  |                    |                    |                    |                    |
|  | AJ Styles               | AJ Styles           | 17:14                   | 17:14               | Randy Orton   | Randy Orton   | Tombé                 | Tombé                 |                       |                       |  |  |                       |                       |                       |                       |  |  |                    |                    |                    |                    |
|  | Wilkes-Barre, le 10 mai |                     |                         |                     | Randy Orton   | Randy Orton   | Tombé                 | Tombé                 |                       |                       |  |  |                       |                       |                       |                       |  |  |                    |                    |                    |                    |
|  |                         |                     | Carmelo Hayes           | Carmelo Hayes       | 10:38         | 10:38         |                       |                       |                       |                       |  |  |                       |                       |                       |                       |  |  |                    |                    |                    |                    |
|  | Baron Corbin            | Baron Corbin        | Carmelo Hayes           | Carmelo Hayes       | 10:38         | 10:38         | 6:17                  | 6:17                  |                       |                       |  |  |                       |                       |                       |                       |  |  |                    |                    |                    |                    |
|  | Baron Corbin            | Baron Corbin        | Jacksonville, le 17 mai |                     |               |               | 6:17                  | 6:17                  |                       |                       |  |  |                       |                       |                       |                       |  |  |                    |                    |                    |                    |
|  | Carmelo Hayes           | Carmelo Hayes       | Tombé                   | Tombé               |               |               |                       |                       |                       |                       |  |  |                       |                       |                       |                       |  |  |                    |                    |                    |                    |
|  | Carmelo Hayes           | Carmelo Hayes       | Tombé                   | Tombé               | Randy Orton   | Randy Orton   | Tombé                 | Tombé                 |                       |                       |  |  |                       |                       |                       |                       |  |  |                    |                    |                    |                    |
|  | Chattanooga, le 11 mai  |                     |                         |                     | Randy Orton   | Randy Orton   | Tombé                 | Tombé                 |                       |                       |  |  |                       |                       |                       |                       |  |  |                    |                    |                    |                    |
|  |                         |                     | Tama Tonga              | Tama Tonga          | 13:58         | 13:58         |                       |                       |                       |                       |  |  |                       |                       |                       |                       |  |  |                    |                    |                    |                    |
|  | LA Knight               | LA Knight           | Tama Tonga              | Tama Tonga          | 13:58         | 13:58         | Tombé                 | Tombé                 |                       |                       |  |  |                       |                       |                       |                       |  |  |                    |                    |                    |                    |
|  | LA Knight               | LA Knight           |                         |                     |               |               |                       | Tombé                 |                       |                       |  |  |                       |                       |                       |                       |  |  |                    |                    |                    |                    |
|  | Santos Escobar          | Santos Escobar      | NC                      | NC                  |               |               |                       |                       |                       |                       |  |  |                       |                       |                       |                       |  |  |                    |                    |                    |                    |
|  | Santos Escobar          | Santos Escobar      | NC                      | NC                  | LA Knight     | LA Knight     | 8:43                  | 8:43                  |                       |                       |  |  |                       |                       |                       |                       |  |  |                    |                    |                    |                    |
|  | Wilkes-Barre, le 10 mai |                     |                         |                     | LA Knight     | LA Knight     | 8:43                  | 8:43                  |                       |                       |  |  |                       |                       |                       |                       |  |  |                    |                    |                    |                    |
|  |                         |                     | Tama Tonga              | Tama Tonga          | Tombé         | Tombé         |                       |                       |                       |                       |  |  |                       |                       |                       |                       |  |  |                    |                    |                    |                    |
|  | Angelo Dawkins          | Angelo Dawkins      | Tama Tonga              | Tama Tonga          | Tombé         | Tombé         | 2:28                  | 2:28                  |                       |                       |  |  |                       |                       |                       |                       |  |  |                    |                    |                    |                    |
|  | Angelo Dawkins          | Angelo Dawkins      |                         |                     |               |               |                       | 2:28                  |                       |                       |  |  |                       |                       |                       |                       |  |  |                    |                    |                    |                    |
|  | Tama Tonga              | Tama Tonga          | Tombé                   | Tombé               |               |               |                       |                       |                       |                       |  |  |                       |                       |                       |                       |  |  |                    |                    |                    |                    |
|  | Tama Tonga              | Tama Tonga          | Tombé                   | Tombé               |               |               |                       |                       |                       |                       |  |  |                       |                       |                       |                       |  |  |                    |                    |                    |                    |
|  |                         |                     |                         |                     |               |               |                       |                       |                       |                       |  |  |                       |                       |                       |                       |  |  |                    |                    |                    |                    |

### Queen of the Ring
|  | Huitièmes de finale     | Huitièmes de finale | Huitièmes de finale     | Huitièmes de finale |                  |                  | Quarts de finale      | Quarts de finale      | Quarts de finale      | Quarts de finale      |  |  | Demi-finales          | Demi-finales          | Demi-finales          | Demi-finales          |  |  | Finale             | Finale             | Finale             | Finale             |
|  |                         |                     |                         |                     |                  |                  |                       |                       |                       |                       |  |  |                       |                       |                       |                       |  |  |                    |                    |                    |                    |
|  | Macon, le 12 mai        | Macon, le 12 mai    | Macon, le 12 mai        | Macon, le 12 mai    |                  |                  | Greenville, le 13 mai | Greenville, le 13 mai | Greenville, le 13 mai | Greenville, le 13 mai |  |  | Greensboro, le 20 mai | Greensboro, le 20 mai | Greensboro, le 20 mai | Greensboro, le 20 mai |  |  | Djeddah, le 25 mai | Djeddah, le 25 mai | Djeddah, le 25 mai | Djeddah, le 25 mai |
|  | Shayna Baszler          | Shayna Baszler      | Soum.                   | Soum.               |                  |                  | Greenville, le 13 mai | Greenville, le 13 mai | Greenville, le 13 mai | Greenville, le 13 mai |  |  | Greensboro, le 20 mai | Greensboro, le 20 mai | Greensboro, le 20 mai | Greensboro, le 20 mai |  |  | Djeddah, le 25 mai | Djeddah, le 25 mai | Djeddah, le 25 mai | Djeddah, le 25 mai |
|  | Shayna Baszler          | Shayna Baszler      | Soum.                   | Soum.               |                  |                  | Greenville, le 13 mai | Greenville, le 13 mai | Greenville, le 13 mai | Greenville, le 13 mai |  |  | Greensboro, le 20 mai | Greensboro, le 20 mai | Greensboro, le 20 mai | Greensboro, le 20 mai |  |  | Djeddah, le 25 mai | Djeddah, le 25 mai | Djeddah, le 25 mai | Djeddah, le 25 mai |
|  | Maxxine Dupri           | Maxxine Dupri       | NC                      | NC                  |                  |                  | Greenville, le 13 mai | Greenville, le 13 mai | Greenville, le 13 mai | Greenville, le 13 mai |  |  | Greensboro, le 20 mai | Greensboro, le 20 mai | Greensboro, le 20 mai | Greensboro, le 20 mai |  |  | Djeddah, le 25 mai | Djeddah, le 25 mai | Djeddah, le 25 mai | Djeddah, le 25 mai |
|  | Maxxine Dupri           | Maxxine Dupri       | NC                      | NC                  | Shayna Baszler   | Shayna Baszler   | 10:00                 | 10:00                 |                       |                       |  |  | Greensboro, le 20 mai | Greensboro, le 20 mai | Greensboro, le 20 mai | Greensboro, le 20 mai |  |  | Djeddah, le 25 mai | Djeddah, le 25 mai | Djeddah, le 25 mai | Djeddah, le 25 mai |
|  | Hartford, le 6 mai      |                     |                         |                     | Shayna Baszler   | Shayna Baszler   | 10:00                 | 10:00                 |                       |                       |  |  | Greensboro, le 20 mai | Greensboro, le 20 mai | Greensboro, le 20 mai | Greensboro, le 20 mai |  |  | Djeddah, le 25 mai | Djeddah, le 25 mai | Djeddah, le 25 mai | Djeddah, le 25 mai |
|  |                         |                     | IYO SKY                 | IYO SKY             | Tombé            | Tombé            |                       |                       |                       |                       |  |  | Greensboro, le 20 mai | Greensboro, le 20 mai | Greensboro, le 20 mai | Greensboro, le 20 mai |  |  | Djeddah, le 25 mai | Djeddah, le 25 mai | Djeddah, le 25 mai | Djeddah, le 25 mai |
|  | IYO SKY                 | IYO SKY             | IYO SKY                 | IYO SKY             | Tombé            | Tombé            | Tombé                 | Tombé                 |                       |                       |  |  | Greensboro, le 20 mai | Greensboro, le 20 mai | Greensboro, le 20 mai | Greensboro, le 20 mai |  |  | Djeddah, le 25 mai | Djeddah, le 25 mai | Djeddah, le 25 mai | Djeddah, le 25 mai |
|  | IYO SKY                 | IYO SKY             | Greenville, le 13 mai   |                     |                  |                  | Tombé                 | Tombé                 |                       |                       |  |  | Greensboro, le 20 mai | Greensboro, le 20 mai | Greensboro, le 20 mai | Greensboro, le 20 mai |  |  | Djeddah, le 25 mai | Djeddah, le 25 mai | Djeddah, le 25 mai | Djeddah, le 25 mai |
|  | Natalya                 | Natalya             | 10:20                   | 10:20               |                  |                  |                       |                       |                       |                       |  |  | Greensboro, le 20 mai | Greensboro, le 20 mai | Greensboro, le 20 mai | Greensboro, le 20 mai |  |  | Djeddah, le 25 mai | Djeddah, le 25 mai | Djeddah, le 25 mai | Djeddah, le 25 mai |
|  | Natalya                 | Natalya             | 10:20                   | 10:20               | IYO SKY          | IYO SKY          | 19:15                 | 19:15                 |                       |                       |  |  |                       |                       |                       |                       |  |  | Djeddah, le 25 mai | Djeddah, le 25 mai | Djeddah, le 25 mai | Djeddah, le 25 mai |
|  | Hartford, le 6 mai      |                     |                         |                     | IYO SKY          | IYO SKY          | 19:15                 | 19:15                 |                       |                       |  |  |                       |                       |                       |                       |  |  | Djeddah, le 25 mai | Djeddah, le 25 mai | Djeddah, le 25 mai | Djeddah, le 25 mai |
|  |                         |                     | Lyra Valkyria           | Lyra Valkyria       | Tombé            | Tombé            |                       |                       |                       |                       |  |  |                       |                       |                       |                       |  |  | Djeddah, le 25 mai | Djeddah, le 25 mai | Djeddah, le 25 mai | Djeddah, le 25 mai |
|  | Dakota Kai              | Dakota Kai          | Lyra Valkyria           | Lyra Valkyria       | Tombé            | Tombé            | 8:50                  | 8:50                  |                       |                       |  |  |                       |                       |                       |                       |  |  | Djeddah, le 25 mai | Djeddah, le 25 mai | Djeddah, le 25 mai | Djeddah, le 25 mai |
|  | Dakota Kai              | Dakota Kai          | Djeddah, le 24 mai      |                     |                  |                  | 8:50                  | 8:50                  |                       |                       |  |  |                       |                       |                       |                       |  |  | Djeddah, le 25 mai | Djeddah, le 25 mai | Djeddah, le 25 mai | Djeddah, le 25 mai |
|  | Lyra Valkyria           | Lyra Valkyria       | Tombé                   | Tombé               |                  |                  |                       |                       |                       |                       |  |  |                       |                       |                       |                       |  |  | Djeddah, le 25 mai | Djeddah, le 25 mai | Djeddah, le 25 mai | Djeddah, le 25 mai |
|  | Lyra Valkyria           | Lyra Valkyria       | Tombé                   | Tombé               | Lyra Valkyria    | Lyra Valkyria    | Tombé                 | Tombé                 |                       |                       |  |  |                       |                       |                       |                       |  |  | Djeddah, le 25 mai | Djeddah, le 25 mai | Djeddah, le 25 mai | Djeddah, le 25 mai |
|  | Hartford, le 6 mai      |                     |                         |                     | Lyra Valkyria    | Lyra Valkyria    | Tombé                 | Tombé                 |                       |                       |  |  |                       |                       |                       |                       |  |  | Djeddah, le 25 mai | Djeddah, le 25 mai | Djeddah, le 25 mai | Djeddah, le 25 mai |
|  |                         |                     | Zoey Stark              | Zoey Stark          | 9:00             | 9:00             |                       |                       |                       |                       |  |  |                       |                       |                       |                       |  |  | Djeddah, le 25 mai | Djeddah, le 25 mai | Djeddah, le 25 mai | Djeddah, le 25 mai |
|  | Ivy Nile                | Ivy Nile            | Zoey Stark              | Zoey Stark          | 9:00             | 9:00             | 5:20                  | 5:20                  |                       |                       |  |  |                       |                       |                       |                       |  |  | Djeddah, le 25 mai | Djeddah, le 25 mai | Djeddah, le 25 mai | Djeddah, le 25 mai |
|  | Ivy Nile                | Ivy Nile            | Jacksonville, le 17 mai |                     |                  |                  | 5:20                  | 5:20                  |                       |                       |  |  |                       |                       |                       |                       |  |  | Djeddah, le 25 mai | Djeddah, le 25 mai | Djeddah, le 25 mai | Djeddah, le 25 mai |
|  | Zoey Stark              | Zoey Stark          | Tombé                   | Tombé               |                  |                  |                       |                       |                       |                       |  |  |                       |                       |                       |                       |  |  | Djeddah, le 25 mai | Djeddah, le 25 mai | Djeddah, le 25 mai | Djeddah, le 25 mai |
|  | Zoey Stark              | Zoey Stark          | Tombé                   | Tombé               | Lyra Valkyria    | Lyra Valkyria    | 9:40                  | 9:40                  |                       |                       |  |  |                       |                       |                       |                       |  |  |                    |                    |                    |                    |
|  | Wilkes-Barre, le 10 mai |                     |                         |                     | Lyra Valkyria    | Lyra Valkyria    | 9:40                  | 9:40                  |                       |                       |  |  |                       |                       |                       |                       |  |  |                    |                    |                    |                    |
|  |                         |                     | Nia Jax                 | Nia Jax             | Tombé            | Tombé            |                       |                       |                       |                       |  |  |                       |                       |                       |                       |  |  |                    |                    |                    |                    |
|  | Naomi                   | Naomi               | Nia Jax                 | Nia Jax             | Tombé            | Tombé            | 8:21                  | 8:21                  |                       |                       |  |  |                       |                       |                       |                       |  |  |                    |                    |                    |                    |
|  | Naomi                   | Naomi               |                         |                     |                  |                  |                       | 8:21                  |                       |                       |  |  |                       |                       |                       |                       |  |  |                    |                    |                    |                    |
|  | Nia Jax                 | Nia Jax             | Tombé                   | Tombé               |                  |                  |                       |                       |                       |                       |  |  |                       |                       |                       |                       |  |  |                    |                    |                    |                    |
|  | Nia Jax                 | Nia Jax             | Tombé                   | Tombé               | Nia Jax          | Nia Jax          | DQ                    | DQ                    |                       |                       |  |  |                       |                       |                       |                       |  |  |                    |                    |                    |                    |
|  | Wilkes-Barre, le 10 mai |                     |                         |                     | Nia Jax          | Nia Jax          | DQ                    | DQ                    |                       |                       |  |  |                       |                       |                       |                       |  |  |                    |                    |                    |                    |
|  |                         |                     | Jade Cargill            | Jade Cargill        | 2:38             | 2:38             |                       |                       |                       |                       |  |  |                       |                       |                       |                       |  |  |                    |                    |                    |                    |
|  | Jade Cargill            | Jade Cargill        | Jade Cargill            | Jade Cargill        | 2:38             | 2:38             | Tombé                 | Tombé                 |                       |                       |  |  |                       |                       |                       |                       |  |  |                    |                    |                    |                    |
|  | Jade Cargill            | Jade Cargill        | Jacksonville, le 17 mai |                     |                  |                  | Tombé                 | Tombé                 |                       |                       |  |  |                       |                       |                       |                       |  |  |                    |                    |                    |                    |
|  | Piper Niven             | Piper Niven         | 5:23                    | 5:23                |                  |                  |                       |                       |                       |                       |  |  |                       |                       |                       |                       |  |  |                    |                    |                    |                    |
|  | Piper Niven             | Piper Niven         | 5:23                    | 5:23                | Nia Jax          | Nia Jax          | Tombé                 | Tombé                 |                       |                       |  |  |                       |                       |                       |                       |  |  |                    |                    |                    |                    |
|  | Chattanooga, le 11 mai  |                     |                         |                     | Nia Jax          | Nia Jax          | Tombé                 | Tombé                 |                       |                       |  |  |                       |                       |                       |                       |  |  |                    |                    |                    |                    |
|  |                         |                     | Bianca Belair           | Bianca Belair       | 11:37            | 11:37            |                       |                       |                       |                       |  |  |                       |                       |                       |                       |  |  |                    |                    |                    |                    |
|  | Michin                  | Michin              | Bianca Belair           | Bianca Belair       | 11:37            | 11:37            | NC                    | NC                    |                       |                       |  |  |                       |                       |                       |                       |  |  |                    |                    |                    |                    |
|  | Michin                  | Michin              |                         |                     |                  |                  |                       | NC                    |                       |                       |  |  |                       |                       |                       |                       |  |  |                    |                    |                    |                    |
|  | Tiffany Stratton        | Tiffany Stratton    | Tombé                   | Tombé               |                  |                  |                       |                       |                       |                       |  |  |                       |                       |                       |                       |  |  |                    |                    |                    |                    |
|  | Tiffany Stratton        | Tiffany Stratton    | Tombé                   | Tombé               | Tiffany Stratton | Tiffany Stratton | 13:28                 | 13:28                 |                       |                       |  |  |                       |                       |                       |                       |  |  |                    |                    |                    |                    |
|  | Wilkes-Barre, le 10 mai |                     |                         |                     | Tiffany Stratton | Tiffany Stratton | 13:28                 | 13:28                 |                       |                       |  |  |                       |                       |                       |                       |  |  |                    |                    |                    |                    |
|  |                         |                     | Bianca Belair           | Bianca Belair       | Tombé            | Tombé            |                       |                       |                       |                       |  |  |                       |                       |                       |                       |  |  |                    |                    |                    |                    |
|  | Bianca Belair           | Bianca Belair       | Bianca Belair           | Bianca Belair       | Tombé            | Tombé            | Tombé                 | Tombé                 |                       |                       |  |  |                       |                       |                       |                       |  |  |                    |                    |                    |                    |
|  | Bianca Belair           | Bianca Belair       |                         |                     |                  |                  |                       | Tombé                 |                       |                       |  |  |                       |                       |                       |                       |  |  |                    |                    |                    |                    |
|  | Candice LeRae           | Candice LeRae       | 2:48                    | 2:48                |                  |                  |                       |                       |                       |                       |  |  |                       |                       |                       |                       |  |  |                    |                    |                    |                    |
|  | Candice LeRae           | Candice LeRae       | 2:48                    | 2:48                |                  |                  |                       |                       |                       |                       |  |  |                       |                       |                       |                       |  |  |                    |                    |                    |                    |
|  |                         |                     |                         |                     |                  |                  |                       |                       |                       |                       |  |  |                       |                       |                       |                       |  |  |                    |                    |                    |                    |